# Sohn Kee-chung
Sohn Kee-chung (Sinŭiju, 29 de Agosto de 1912 — Seul, 15 de Novembro de 2002) foi um maratonista e campeão olímpico coreano, que passou à história ao vencer a maratona dos Jogos Olímpicos de Berlim, em 1936, representando o Japão – que desde 1910 ocupava militar e politicamente a Coreia – com o nome japonês de Kitei Son.

## História
Sohn, então recordista mundial da prova - 2h26m42s em 1935 - e obrigado a competir pelos ocupantes, venceu a prova em Berlim com um novo recorde olímpico e mais de dois minutos de vantagem sobre o segundo colocado.  Constrangido, recebeu sua medalha de ouro no pódio olímpico ouvindo o hino nacional japonês sob o hasteamento da bandeira japonesa  olhando para o chão, ao lado do compatriota Nam Sung-yong, também com as cores japonesas, que conquistou a medalha de bronze. Um nacionalista fervoroso, depois passou o tempo todo explicando pacientemente aos jornalistas que seu país era uma nação independente ocupada e que sua atitude no pódio tinha sido um protesto sem medo de represálias, pois os japoneses estavam mais interessados na sua vitória do que na diplomacia e na política.
Sohn chegou a dar autógrafos com seu próprio nome coreano, negando-se a assinar o japonês, e desenhava o mapa da Coreia ou a bandeira coreana ao lado das assinaturas. Mesmo tecendo impressões sobre a vitória, ele insinuava comentários políticos dizendo, "O corpo humano pode somente ir a um limite. Depois disso, o coração e o espírito tem que assumir."
As notícias da vitória de Sohn e suas declarações provocaram uma grande onda de nacionalismo na Coreia ocupada. Ele foi recebido de volta em Seul como herói nacional. Um jornal, The Dong-a Ilbo, chegou a publicar uma fotografia retocada dele e do companheiro no pódio, retirando a bandeira japonesa estampada no uniforme de Sung-Yong - Sohn escondeu a sua com uma palma de flores recebida. Oito pessoas ligadas ao jornal acabaram presas,  que teve sua publicação suspendida por algum tempo.

## Reconhecimento e vida posterior
Em 1988, nos Jogos de Seul, Sohn Kee-chung, um dos maiores heróis olímpicos da história – obrigado que foi a correr pelo Japão cinquenta e dois anos antes – com seus cabelos totalmente brancos e 76 anos de idade, entrou no Estádio Olímpico de Seul carregando a tocha olímpica, com seu próprio nome e com as cores de sua verdadeira pátria, sob uma das maiores ovações já ouvidas na história dos Jogos Olímpicos, levando às lágrimas de emoção todo seu povo no estádio.
Desde os anos 1980, a Coreia do Sul, país do qual tornou-se cidadão após a divisão das Coreias, vinha tentando junto ao COI o reconhecimento oficial do nome de Sohn como o do verdadeiro vencedor em Berlim e de sua real nacionalidade – Sohn Kee-chung e coreano ao invés de Kitei Son e japonês – com periódicos e insistentes pedidos oficiais de adequamento aos fatos históricos reais. Depois de anos negando o reconhecimento. Em 9 de novembro de 2011, setenta e cinco anos após sua vitória e nove anos após sua morte, o Comitê Olímpico Internacional finalmente concordou em realizar oficialmente a mudança; o real nome coreano dele passou a fazer dos documentos históricos do COI mas o Comitê manteve sua nacionalidade e sua medalha como japonesas, pois ele correu representando o Japão e mudar este fato seria uma distorção da História.  Em sua página no site do COI, seu nome continua como Kitei Son e sua medalha japonesa, mas toda sua história, com seu nome coreano real, vem agora oficialmente explicada em seu perfil de atleta.
Depois de sua participação nos Jogos ele continuou na Coreia e dedicou-se a treinar corredores de longa distância mais jovens, entre eles três campeões coreanos: Suh Yun-bok, vencedor da Maratona de Boston de 1947, onde quebrou o recorde mundial da época, seguindo os passos de seu mentor; Ham Kee-yong, vencedor da Maratona de Boston de 1950 e Hwang Young-cho, campeão olímpico da maratona em Barcelona 1992, para onde Sohn foi, já com 80 anos de idade, para acompanhar o desempenho do pupilo. Neste meio tempo veio a se tornar presidente da Associação de Esportes da Coreia do Sul.
Ele está enterrado  no Cemitério Nacional em Daejeon, e sua saga é contada nas salas de aula de História às crianças coreanas.

## O tesouro

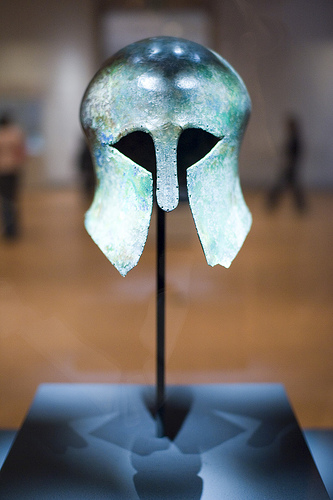
Capacete em bronze fabricado em Corinto, c. 700 a.C., doado por Sohn Kee-Chung ao povo coreano e exposto no Museu Nacional da Coreia.

Entre os tesouros oficiais da Coreia do Sul há um capacete de bronze datado da Grécia Antiga. Este é o presente que foi dado a Sohn Kee-Chung pela vitória na maratona olímpica, apesar de não lhe ter sido entregue diretamente durante os Jogos. O capacete foi descoberto em 1875 por um arqueólogo alemão em Olímpia e é similar a outros fabricados em Corinto, sete séculos antes de Cristo.
Após a maratona, o presente deveria ser entregue ao vencedor da prova, mas Sohn retirou-se do estádio sem ter conhecimento dele. Como as regras rígidas do Comitê Olímpico Internacional proibiam que os atletas recebessem qualquer coisa além de suas medalhas, o capacete passou décadas exposto ao público num museu de antiguidades de Berlim, o Berlin Antikmuseum.
Em 1986, graças a uma campanha de um jornal grego sobre o sucedido, o capacete finalmente lhe foi entregue na Coreia, pela mãos de Willi Daume, presidente do Comitê Olímpico da então República Federal da Alemanha (Alemanha Ocidental), e Sohn, em 1987, doou o objeto ao povo do seu país como parte de seu tesouro nacional, do qual faz parte do catálogo como Tesouro Nacional nº 904.